# 동경 68도
동경 68도(東經68度)는 본초 자오선에서 동쪽으로 68도 떨어진 경선이다. 북극점에서 시작하여 북극해, 유럽, 아시아, 인도양, 남극해, 남극을 거쳐 남극점에 이른다.
동경 68도는 서경 112도와 이어져 지구의 둘레를 이룬다.
북극점에서 남극점까지 동경 68도선은 다음 지역을 지나간다.
| 좌표                                                  | 나라, 지역, 해역 | 주석                                                            |
| ----------------------------------------------------- | ---------------- | --------------------------------------------------------------- |
| 북위 90° 0′ 동경 68° 0′  / 북위 90.000° 동경 68.000°  | 북극해           |                                                                 |
| 북위 81° 0′ 동경 68° 0′  / 북위 81.000° 동경 68.000°  | 바렌츠해         |                                                                 |
| 북위 77° 0′ 동경 68° 0′  / 북위 77.000° 동경 68.000°  | 러시아           | 노바야젬랴섬의 세베르니섬                                       |
| 북위 76° 14′ 동경 68° 0′  / 북위 76.233° 동경 68.000° | 카라해           |                                                                 |
| 북위 71° 31′ 동경 68° 0′  / 북위 71.517° 동경 68.000° | 러시아           | 야말반도                                                        |
| 북위 69° 28′ 동경 68° 0′  / 북위 69.467° 동경 68.000° | 카라해           | 바이다라츠카야만                                                |
| 북위 68° 25′ 동경 68° 0′  / 북위 68.417° 동경 68.000° | 러시아           |                                                                 |
| 북위 54° 57′ 동경 68° 0′  / 북위 54.950° 동경 68.000° | 카자흐스탄       |                                                                 |
| 북위 41° 2′ 동경 68° 0′  / 북위 41.033° 동경 68.000°  | 우즈베키스탄     |                                                                 |
| 북위 40° 51′ 동경 68° 0′  / 북위 40.850° 동경 68.000° | 카자흐스탄       | 6 km 정도                                                       |
| 북위 40° 48′ 동경 68° 0′  / 북위 40.800° 동경 68.000° | 우즈베키스탄     |                                                                 |
| 북위 39° 36′ 동경 68° 0′  / 북위 39.600° 동경 68.000° | 타지키스탄       |                                                                 |
| 북위 39° 1′ 동경 68° 0′  / 북위 39.017° 동경 68.000°  | 우즈베키스탄     |                                                                 |
| 북위 37° 42′ 동경 68° 0′  / 북위 37.700° 동경 68.000° | 타지키스탄       |                                                                 |
| 북위 36° 56′ 동경 68° 0′  / 북위 36.933° 동경 68.000° | 아프가니스탄     |                                                                 |
| 북위 31° 39′ 동경 68° 0′  / 북위 31.650° 동경 68.000° | 파키스탄         | 발루치스탄주 신드주                                             |
| 북위 23° 47′ 동경 68° 0′  / 북위 23.783° 동경 68.000° | 인도양           |                                                                 |
| 남위 60° 0′ 동경 68° 0′  / 남위 60.000° 동경 68.000°  | 남극해           |                                                                 |
| 남위 67° 51′ 동경 68° 0′  / 남위 67.850° 동경 68.000° | 남극             | 오스트레일리아령 남극 지역, 오스트레일리아가 영유권을 주장한다. |

## 같이 보기
- 동경 67도
- 동경 69도